# Qatar tại Cúp bóng đá châu Á
Kể từ khi Cúp bóng đá châu Á được thành lập vào năm 1956, đội tuyển bóng đá quốc gia Qatar đã tham gia 10 kỳ Cúp châu Á: 1980, 1984, 1988, 1992, 2000, 2004, 2007, 2011, 2015 và 2019. Tuy nhiên, trước kỳ năm 2019, Qatar chỉ lọt vào tứ kết hai lần: năm 2000 là một trong hai đội xếp thứ ba có thành tích tốt nhất khi giải đấu chỉ có 12 quốc gia tham dự và năm 2011, khi đội đứng thứ hai ở bảng A sau Uzbekistan.
Tại Cúp bóng đá châu Á 2019, Qatar, đội tuyển đầu tiên vượt qua Các Tiểu vương quốc Ả Rập Thống nhất, vượt quá mong đợi. Trước năm 2019, Qatar cuối cùng đã thắng một trận đấu bên ngoài Qatar tại Cúp bóng đá châu Á 1984, khi Singapore đăng cai giải đấu. Năm 2019, Qatar đã thắng sáu trận đầu tiên, nhiều trận như đã thắng trong chín kỳ trước. Lọt vào chung kết Cúp bóng đá châu Á 2019 đã trở thành thành tích tốt nhất của Qatar cho đến nay, so với một số đối thủ vùng Vịnh như Các Tiểu vương quốc Ả Rập Thống nhất, Ả Rập Xê Út, Bahrain, Kuwait và Iraq. Mặc dù có những thành tựu nhỏ bé này, Qatar đã tổ chức hai lần vào năm 1988 và 2011. Kỳ năm 2011 được coi là một bước để Qatar tiếp tục tham dự giải vô địch bóng đá thế giới 2022 tại quốc gia này, trong khi trớ trêu thay, Qatar là quốc gia duy nhất đệ trình trả giá cho nó.

## Thành tích Cúp châu Á
| Cúp bóng đá châu Á | Cúp bóng đá châu Á       | Cúp bóng đá châu Á | Cúp bóng đá châu Á | Cúp bóng đá châu Á | Cúp bóng đá châu Á | Cúp bóng đá châu Á | Cúp bóng đá châu Á |    | Vòng loại Cúp bóng đá châu Á | Vòng loại Cúp bóng đá châu Á | Vòng loại Cúp bóng đá châu Á | Vòng loại Cúp bóng đá châu Á | Vòng loại Cúp bóng đá châu Á | Vòng loại Cúp bóng đá châu Á |
| Năm                | Kết quả                  | ST                 | T                  | H*                 | B                  | BT                 | BB                 | ST | T                            | H*                           | B                            | BT                           | BB                           |                              |
| ------------------ | ------------------------ | ------------------ | ------------------ | ------------------ | ------------------ | ------------------ | ------------------ | -- | ---------------------------- | ---------------------------- | ---------------------------- | ---------------------------- | ---------------------------- | ---------------------------- |
| 1956 đến 1972      | Không tham dự            | -                  | -                  | -                  | -                  | -                  | -                  | -  | -                            | -                            | -                            | -                            | -                            |                              |
| 1976               | Không vượt qua vòng loại | -                  | -                  | -                  | -                  | -                  | -                  | 6  | 2                            | 1                            | 3                            | 5                            | 8                            |                              |
| 1980               | Hạng 8                   | 4                  | 1                  | 1                  | 2                  | 3                  | 8                  | 4  | 3                            | 1                            | 0                            | 10                           | 2                            |                              |
| 1984               | Hạng 5                   | 4                  | 1                  | 2                  | 1                  | 3                  | 3                  | 4  | 3                            | 0                            | 1                            | 11                           | 1                            |                              |
| 1988               | Hạng 5                   | 4                  | 2                  | 0                  | 2                  | 7                  | 6                  |    |                              |                              |                              |                              |                              |                              |
| 1992               | Hạng 6                   | 3                  | 0                  | 2                  | 1                  | 3                  | 4                  | 2  | 2                            | 0                            | 0                            | 8                            | 2                            |                              |
| 1996               | Không vượt qua vòng loại | -                  | -                  | -                  | -                  | -                  | -                  | 4  | 2                            | 0                            | 2                            | 5                            | 4                            |                              |
| 2000               | Hạng 8                   | 4                  | 0                  | 3                  | 1                  | 3                  | 5                  | 4  | 3                            | 1                            | 0                            | 11                           | 3                            |                              |
| 2004               | Hạng 14                  | 3                  | 0                  | 1                  | 2                  | 2                  | 4                  | 6  | 3                            | 2                            | 1                            | 10                           | 7                            |                              |
| 2007               | Hạng 14                  | 3                  | 0                  | 2                  | 1                  | 3                  | 4                  | 6  | 5                            | 0                            | 1                            | 14                           | 4                            |                              |
| 2011               | Hạng 7                   | 4                  | 2                  | 0                  | 2                  | 7                  | 4                  |    |                              |                              |                              |                              |                              |                              |
| 2015               | Hạng 13                  | 3                  | 0                  | 0                  | 3                  | 2                  | 7                  | 6  | 4                            | 1                            | 1                            | 13                           | 2                            |                              |
| 2019               | Vô địch                  | 7                  | 7                  | 0                  | 0                  | 19                 | 1                  | 8  | 7                            | 0                            | 1                            | 29                           | 4                            |                              |
| Tổng số            | Tốt nhất: 1 lần vô địch  | 39                 | 13                 | 11                 | 15                 | 52                 | 47                 |    | 50                           | 34                           | 6                            | 10                           | 116                          | 36                           |

## Kỳ năm 1980

### Bảng B
| Đội tuyển | ST | T | H | B | BT | BB | HS | Đ |
| --------- | -- | - | - | - | -- | -- | -- | - |
| Hàn Quốc  | 4  | 3 | 1 | 0 | 10 | 2  | +8 | 7 |
| Kuwait    | 4  | 2 | 1 | 1 | 8  | 5  | +3 | 5 |
| Malaysia  | 4  | 1 | 2 | 1 | 5  | 5  | 0  | 4 |
| Qatar     | 4  | 1 | 1 | 2 | 3  | 8  | −5 | 3 |
| UAE       | 4  | 0 | 1 | 3 | 3  | 9  | −6 | 1 |

Bản mẫu:Qatar squad 1980 AFC Asian Cup
| Qatar           | 2–1 | UAE          |
| --------------- | --- | ------------ |
| Muftah 50', 60' |     | Al-Hajri 58' |

| Qatar | 0–2 | Hàn Quốc                          |
| ----- | --- | --------------------------------- |
|       |     | Lee Jung-il 7' · Choi Soon-ho 21' |

| Malaysia | 1–1 | Qatar |
| -------- | --- | ----- |
| Tukamin  |     |       |

| Kuwait                                                  | 4–0 | Qatar |
| ------------------------------------------------------- | --- | ----- |
| Al-Dakhil 32', 57' · Yaqoub 50' (ph.đ.) · Al-Anberi 66' |     |       |

## Kỳ năm 1984

### Bảng A
| Đội tuyển   | ST | T | H | B | BT | BB | HS | Đ |
| ----------- | -- | - | - | - | -- | -- | -- | - |
| Ả Rập Xê Út | 4  | 2 | 2 | 0 | 4  | 2  | +2 | 6 |
| Kuwait      | 4  | 2 | 1 | 1 | 4  | 2  | +2 | 5 |
| Qatar       | 4  | 1 | 2 | 1 | 3  | 3  | 0  | 4 |
| Syria       | 4  | 1 | 1 | 2 | 3  | 5  | −2 | 3 |
| Hàn Quốc    | 4  | 0 | 2 | 2 | 1  | 3  | −2 | 2 |

Bản mẫu:Qatar squad 1984 AFC Asian Cup
| Qatar      | 1 – 1 | Syria            |
| ---------- | ----- | ---------------- |
| Khalfan 7' |       | Anber 47' (l.n.) |

| Kuwait                | 1 – 0 | Qatar |
| --------------------- | ----- | ----- |
| Al-Rumaihi 52' (l.n.) |       |       |

| Qatar    | 1 – 1 | Ả Rập Xê Út    |
| -------- | ----- | -------------- |
| Zaid 47' |       | Abduljawad 65' |

| Hàn Quốc | 0 – 1 | Qatar      |
| -------- | ----- | ---------- |
|          |       | Salman 69' |

## Kỳ năm 1988

### Bảng A
| Đội tuyển | Đ | ST | T | H | B | BT | BB | HS |
| --------- | - | -- | - | - | - | -- | -- | -- |
| Hàn Quốc  | 8 | 4  | 4 | 0 | 0 | 9  | 2  | +7 |
| Iran      | 5 | 4  | 2 | 1 | 1 | 3  | 3  | 0  |
| Qatar     | 4 | 4  | 2 | 0 | 2 | 7  | 6  | +1 |
| UAE       | 2 | 4  | 1 | 0 | 3 | 2  | 4  | −2 |
| Nhật Bản  | 1 | 4  | 0 | 1 | 3 | 0  | 6  | −6 |

Bản mẫu:Qatar squad 1988 AFC Asian Cup
| Iran                | 2–0      | Qatar |
| ------------------- | -------- | ----- |
| Bavi 6' · Pious 89' | Chi tiết |       |

| Qatar                           | 2–1      | UAE            |
| ------------------------------- | -------- | -------------- |
| Muftah 17' · Musabah 26' (l.n.) | Chi tiết | H. Mohamed 35' |

| Qatar                           | 2–3      | Hàn Quốc                                  |
| ------------------------------- | -------- | ----------------------------------------- |
| Salman 47' (ph.đ.), 80' (ph.đ.) | Chi tiết | Chung Hae-Won 10', 72' · Kim Joo-Sung 34' |

| Nhật Bản | 0–3      | Qatar                        |
| -------- | -------- | ---------------------------- |
|          | Chi tiết | Khamis 58', 82' · Muftah 90' |

## Kỳ năm 1992

### Bảng B
| Đội tuyển   | Đ | ST | T | H | B | BT | BB | HS |
| ----------- | - | -- | - | - | - | -- | -- | -- |
| Ả Rập Xê Út | 5 | 3  | 1 | 2 | 0 | 6  | 2  | +4 |
| Trung Quốc  | 5 | 3  | 1 | 2 | 0 | 3  | 2  | +1 |
| Qatar       | 2 | 3  | 0 | 2 | 1 | 3  | 4  | −1 |
| Thái Lan    | 2 | 3  | 0 | 2 | 1 | 1  | 5  | −4 |

Bản mẫu:Qatar squad 1992 AFC Asian Cup
| Thái Lan   | 1–1      | Qatar     |
| ---------- | -------- | --------- |
| Thanis 42' | Chi tiết | Soufi 81' |

| Ả Rập Xê Út     | 1–1      | Qatar       |
| --------------- | -------- | ----------- |
| Al-Muwallid 86' | Chi tiết | Mustafa 74' |

| Qatar          | 1–2      | Trung Quốc           |
| -------------- | -------- | -------------------- |
| Al-Sulaiti 20' | Chi tiết | Peng Weiguo 44', 58' |

## Kỳ năm 2000

### Bảng C
| Đội tuyển   | Đ | ST | T | H | B | BT | BB | HS  |
| ----------- | - | -- | - | - | - | -- | -- | --- |
| Nhật Bản    | 7 | 3  | 2 | 1 | 0 | 13 | 3  | +10 |
| Ả Rập Xê Út | 4 | 3  | 1 | 1 | 1 | 6  | 4  | +2  |
| Qatar       | 3 | 3  | 0 | 3 | 0 | 2  | 2  | 0   |
| Uzbekistan  | 1 | 3  | 0 | 1 | 2 | 2  | 14 | −12 |

Bản mẫu:Qatar squad 2000 AFC Asian Cup
| Qatar      | 1–1      | Uzbekistan  |
| ---------- | -------- | ----------- |
| Gholam 61' | Chi tiết | Qosimov 73' |

| Ả Rập Xê Út | 0–0      | Qatar |
| ----------- | -------- | ----- |
|             | Chi tiết |       |

| Nhật Bản      | 1–1      | Qatar          |
| ------------- | -------- | -------------- |
| Nishizawa 61' | Chi tiết | Al-Obaidly 22' |

### Tứ kết
| Trung Quốc                               | 3–1      | Qatar        |
| ---------------------------------------- | -------- | ------------ |
| Li Ming 9' · Qi Hong 38' · Yang Chen 54' | Chi tiết | Al-Enazi 65' |

## Kỳ năm 2004

### Bảng A
| Đội tuyển  | Đ | ST | T | H | B | BT | BB | HS |
| ---------- | - | -- | - | - | - | -- | -- | -- |
| Trung Quốc | 7 | 3  | 2 | 1 | 0 | 8  | 2  | +6 |
| Bahrain    | 5 | 3  | 1 | 2 | 0 | 6  | 4  | +2 |
| Indonesia  | 3 | 3  | 1 | 0 | 2 | 3  | 9  | −6 |
| Qatar      | 1 | 3  | 0 | 1 | 2 | 2  | 4  | −2 |

Bản mẫu:Qatar squad 2004 AFC Asian Cup
| Qatar          | 1–2      | Indonesia                   |
| -------------- | -------- | --------------------------- |
| M. Mohamed 83' | Chi tiết | Sudarsono 26' · Astaman 48' |

| Bahrain         | 1–1      | Qatar             |
| --------------- | -------- | ----------------- |
| M. Hubail 90+1' | Chi tiết | Rizik 59' (ph.đ.) |

| Trung Quốc     | 1–0      | Qatar |
| -------------- | -------- | ----- |
| Xu Yunlong 77' | Chi tiết |       |

## Kỳ năm 2007

### Bảng B
| VT | Đội          | ST | T | H | B | BT | BB | HS | Đ | Giành quyền tham dự                     |
| -- | ------------ | -- | - | - | - | -- | -- | -- | - | --------------------------------------- |
| 1  | Nhật Bản     | 3  | 2 | 1 | 0 | 8  | 3  | +5 | 7 | Giành quyền vào vòng đấu loại trực tiếp |
| 2  | Việt Nam (H) | 3  | 1 | 1 | 1 | 4  | 5  | −1 | 4 | Giành quyền vào vòng đấu loại trực tiếp |
| 3  | UAE          | 3  | 1 | 0 | 2 | 3  | 6  | −3 | 3 |                                         |
| 4  | Qatar        | 3  | 0 | 2 | 1 | 3  | 4  | −1 | 2 |                                         |

Bản mẫu:Qatar squad 2007 AFC Asian Cup
| Nhật Bản     | 1–1      | Qatar     |
| ------------ | -------- | --------- |
| Takahara 61' | Chi tiết | Soria 88' |

| Qatar     | 1–1      | Việt Nam            |
| --------- | -------- | ------------------- |
| Soria 79' | Chi tiết | Phan Thanh Bình 32' |

| Qatar             | 1–2      | UAE                        |
| ----------------- | -------- | -------------------------- |
| Soria 42' (ph.đ.) | Chi tiết | Al-Kass 60' · Khalil 90+4' |

## Kỳ năm 2011

### Bảng A
| VT | Đội        | ST | T | H | B | BT | BB | HS | Đ | Giành quyền tham dự                     |
| -- | ---------- | -- | - | - | - | -- | -- | -- | - | --------------------------------------- |
| 1  | Uzbekistan | 3  | 2 | 1 | 0 | 6  | 3  | +3 | 7 | Giành quyền vào vòng đấu loại trực tiếp |
| 2  | Qatar (H)  | 3  | 2 | 0 | 1 | 5  | 2  | +3 | 6 | Giành quyền vào vòng đấu loại trực tiếp |
| 3  | Trung Quốc | 3  | 1 | 1 | 1 | 4  | 4  | 0  | 4 |                                         |
| 4  | Kuwait     | 3  | 0 | 0 | 3 | 1  | 7  | −6 | 0 |                                         |

Bản mẫu:Qatar squad 2011 AFC Asian Cup
| 7 tháng 1 năm 2011  |     |            |
| Qatar               | 0–2 | Uzbekistan |
| 12 tháng 1 năm 2011 |     |            |
| Trung Quốc          | 0–2 | Qatar      |
| 16 tháng 1 năm 2011 |     |            |
| Qatar               | 3–0 | Kuwait     |

### Tứ kết
| Nhật Bản                    | 3–2      | Qatar                       |
| --------------------------- | -------- | --------------------------- |
| Kagawa 29', 71' · Inoha 89' | Chi tiết | Soria 13' · Fábio César 63' |

## Kỳ năm 2015

### Bảng C
| VT | Đội     | ST | T | H | B | BT | BB | HS | Đ | Giành quyền tham dự                     |
| -- | ------- | -- | - | - | - | -- | -- | -- | - | --------------------------------------- |
| 1  | Iran    | 3  | 3 | 0 | 0 | 4  | 0  | +4 | 9 | Giành quyền vào vòng đấu loại trực tiếp |
| 2  | UAE     | 3  | 2 | 0 | 1 | 6  | 3  | +3 | 6 | Giành quyền vào vòng đấu loại trực tiếp |
| 3  | Bahrain | 3  | 1 | 0 | 2 | 3  | 5  | −2 | 3 |                                         |
| 4  | Qatar   | 3  | 0 | 0 | 3 | 2  | 7  | −5 | 0 |                                         |

Bản mẫu:Qatar squad 2015 AFC Asian Cup
| 11 tháng 1 năm 2015 |     |         |                                 |
| UAE                 | 4–1 | Qatar   | Sân vận động Canberra, Canberra |
| 15 tháng 1 năm 2015 |     |         |                                 |
| Qatar               | 0–1 | Iran    | Sân vận động Australia, Sydney  |
| 19 tháng 1 năm 2015 |     |         |                                 |
| Qatar               | 1–2 | Bahrain | Sân vận động Australia, Sydney  |

## Kỳ năm 2019

### Bảng E
| VT | Đội               | ST | T | H | B | BT | BB | HS  | Đ | Giành quyền tham dự                     |
| -- | ----------------- | -- | - | - | - | -- | -- | --- | - | --------------------------------------- |
| 1  | Qatar             | 3  | 3 | 0 | 0 | 10 | 0  | +10 | 9 | Giành quyền vào vòng đấu loại trực tiếp |
| 2  | Ả Rập Xê Út       | 3  | 2 | 0 | 1 | 6  | 2  | +4  | 6 | Giành quyền vào vòng đấu loại trực tiếp |
| 3  | Liban             | 3  | 1 | 0 | 2 | 4  | 5  | −1  | 3 |                                         |
| 4  | CHDCND Triều Tiên | 3  | 0 | 0 | 3 | 1  | 14 | −13 | 0 |                                         |

| Qatar                   | 2–0      | Liban |
| ----------------------- | -------- | ----- |
| - Al-Rawi 65' - Ali 79' | Chi tiết |       |

| CHDCND Triều Tiên | 0–6      | Qatar                                              |
| ----------------- | -------- | -------------------------------------------------- |
|                   | Chi tiết | - Ali 9', 11', 55', 60' - Khoukhi 43' - Hassan 68' |

| Ả Rập Xê Út | 0–2      | Qatar            |
| ----------- | -------- | ---------------- |
|             | Chi tiết | - Ali 45+1', 80' |

### Vòng 16 đội
| Qatar         | 1–0      | Iraq |
| ------------- | -------- | ---- |
| - Al-Rawi 62' | Chi tiết |      |

### Tứ kết
| UAE            | 1–0      | Úc |
| -------------- | -------- | -- |
| - Mabkhout 68' | Chi tiết |    |

### Bán kết
| Qatar                                                  | 4–0      | UAE |
| ------------------------------------------------------ | -------- | --- |
| - Khoukhi 22' - Ali 37' - Al-Haydos 80' - Ismail 90+3' | Chi tiết |     |

### Chung kết
| Nhật Bản       | 1–3      | Qatar                                        |
| -------------- | -------- | -------------------------------------------- |
| - Minamino 69' | Chi tiết | - Ali 12' - Hatem 27' - Ak. Afif 83' (ph.đ.) |